# 巢六枪虫
巢六枪虫（学名：Hexacontium mellarium）为三轴球虫科六枪虫属的动物。在中国，分布于东海等海域。